# ホログラフィック回折格子
ホログラフィック回折格子（ホログラフィックかいせつこうし、英: holographic grating）は、回折格子の一種である。2つのレーザービームの干渉縞を利用して作られる。フォトレジスト膜付きの滑らかな基板が干渉縞の定在波に露光されパターンが刻まれる。露光された基板を処理すると、正弦波の断面を持つ直線のパターンが得られる。
ホログラフィック回折格子は機械刻線回折格子よりも少ない散乱光を示す。溝が正弦波の形状をしていることにより、ホログラフィック回折格子は容易にブレーズド回折格子にすることはできず、その効率は同等の機械刻線回折格子よりもかなり低い。しかしながら、波長に対する周期の比が1に近い時は例外であり、この場合、ホログラフィック回折格子は機械刻線回折格子と実質的に同じ効率を示す。
ホログラフィック回折格子のマスターは機械刻線回折格子と同じ工程によって複製される。